# Рекітоаса (комуна)
Рекітоаса (рум. Răchitoasa) — комуна у повіті Бакеу в Румунії. До складу комуни входять такі села (дані про населення за 2002 рік):
- Баркана (491 особа)
- Буда (310 осіб)
- Букша (44 особи)
- Бурдусач (468 осіб)
- Денейла (96 осіб)
- Думбрава (593 особи)
- Магазія (154 особи)
- Мовіліца (119 осіб)
- Опрішешть (317 осіб)
- Путінь (190 осіб)
- Рекітоаса (1605 осіб)
- Токіля (205 осіб)
- Фаркаша (95 осіб)
- Фундетура-Рекітоаса (312 осіб)
- Хегіак (36 осіб)

Комуна розташована на відстані 244 км на північний схід від Бухареста, 37 км на схід від Бакеу, 80 км на південь від Ясс, 124 км на північний захід від Галаца.

## Населення
За даними перепису населення 2002 року у комуні проживали 5035 осіб.
Національний склад населення комуни:
| Національність | Кількість осіб | Відсоток |
| -------------- | -------------- | -------- |
| румуни         | 4997           | 99,2%    |
| цигани         | 36             | 0,7%     |
| угорці         | 1              | < 0,1%   |
| німці          | 1              | < 0,1%   |

Рідною мовою назвали:
| Мова      | Кількість осіб | Відсоток |
| --------- | -------------- | -------- |
| румунську | 5032           | 99,9%    |
| німецьку  | 2              | < 0,1%   |
| угорську  | 1              | < 0,1%   |

Склад населення комуни за віросповіданням:
| Релігія       | Кількість осіб | Відсоток |
| ------------- | -------------- | -------- |
| православні   | 5021           | 99,7%    |
| бретрени      | 7              | 0,1%     |
| реформати     | 4              | 0,1%     |
| п'ятдесятники | 2              | < 0,1%   |
| римо-католики | 1              | < 0,1%   |